# 水谷泰治
水谷 泰治（みずたに やすはる）は、日本の情報科学者・教育工学者。大阪工業大学情報科学部情報システム学科教授。博士（情報科学）（大阪大学）。教育システム情報学会関西支部幹事。文部科学省enPiT事業Cloud Spiral講師。
専門は、プログラミング（C・Java等）・計算機科学（特に並列計算）、データベース（SQL含む）、クラウドコンピューティング（AWS含む）。

## 経歴
1999年大阪大学基礎工学部情報科学科退学。2001年同大学大学院基礎工学研究科情報数理系専攻博士前期課程修了。2005年同大学院情報科学研究科コンピュータサイエンス専攻博士後期課程修了、博士（情報科学）。同年、大阪工業大学情報科学部情報システム学科に着任し、同学科准教授を経て、2024年同学科教授。
文部科学省「情報技術人材育成のための実践教育ネットワーク形成事業（enPiT）」のクラウドコンピューティング実践的活用人材教育プログラム「Cloud Spiral」講師も務めている。
主な所属学会は、情報処理学会、教育システム情報学会、電子情報通信学会、IEEEなど。主な著書は、Cプログラミングへの第一歩―プログラムを作って学ぶ（共著、ムイスリ出版2009、学術書）。

## 主な研究
- 図形アニメーションを基盤とした並列プログラミングの学習支援システムの研究
- SQL演習におけるselect文の自動採点システムの提案
- 大阪工業大学情報科学部の初年次Cプログラミング演習におけるBYODのためのプログラミング環境[5]
- プログラム構造の教示機能を持つ没入型VRプログラミング環境
- GPUを用いた遺伝的アルゴリズムの研究
- 術中医用画像処理を実現するための遠隔並列計算システムの構築

情報科学の啓蒙活動として、「ひらかた市民大学」2021/2023での講義を行っている。